# Стефанія Гогенцоллерн
Стефанія Гогенцоллерн (нім. Stephanie, Prinzessin von Hohenzollern), (нар. 8 квітня 1895 — пом. 7 серпня 1975) — принцеса Гогенцолерн, донька принца Карла Антона Гогенцоллерна та бельгійської принцеси Жозефіни, дружина барона Йозефа Ернста Фуґера фон Ґлотта.

## Біографія
Стефанія з'явилась на світ 8 квітня 1895 року у Потсдамі. Вона стала первістком в родині принца Карла Антона Гогенцоллерна-Зігмарінгена та його дружини Жозефіни Бельгійської, народившись за одинадцять місяців після їхнього весілля. Згодом сім'я поповнилася сином Альбрехтом та донькою Марією-Антуанеттою.
Від 1909 року резиденцією сім'ї став замок Намеді. 
Батько під час Першої світової служив на різних фронтах у чині генерал-лейтенанта. Він помер невдовзі після повернення, у лютому 1919 року.
За рік 25-річна Стефанія вийшла заміж за свого однолітка барона Йозефа Ернста Фуґера фон Ґлотта. Весілля відбулося у Намеді 18 травня 1920 року. Дітей у подружжя не було.
Шлюб закінчився розлученням, яке було оформлене 25 травня 1943 року у Берліні.
Померла Стефанія 7 серпня 1975 року у Діссен-ам-Аммерзее.